# Mitti-Teuger
Mitti-Teuger, Midden Teuger, is een meer in Zweden, in de gemeente Älvsbyn. Het water van de Mitti-Teuger komt uit het Stor-Teuger, dat iets noordelijker ligt, en uit een aantal beken uit de omgeving, waaronder de Kallträskån. Het water kan het meer alleen in het zuiden verlaten, daar ligt het aansluitende meer Sör-Teuger. De scheiding tussen de twee meren wordt gevormd door een langgerekt eiland waarover een weg is aangelegd. Het water stroomt daarna via de Borgforsrivier en Pite älv naar de Botnische Golf. Aan de zuidpunt van het meer ligt het dorp Teugerträsk.